# Liste der Flaggen und Wappen nichtselbständiger Gebiete
Die Liste der Flaggen nichtselbständiger Gebiete zeigt und erläutert Flaggen und Wappen von außerhalb des jeweiligen Mutterlandes gelegener Gebiete. Dies sind Territorien (meist ehemalige Kolonien europäischer Staaten), die verschiedene Arten von Autonomie, aber keine vollständige völkerrechtliche Souveränität besitzen (z. B. Anguilla, Aruba).
Dementsprechend unterschiedlich ist auch die Bedeutung der einzelnen Flaggen. Sie reicht von den Nationalflaggen souveräner Staaten gleichwertigen Flaggen, die bei Sport- oder politischen Ereignissen Verwendung finden, bis hin zu Flaggen, die ausschließlich regional verwendet werden. Flaggen, die außer von Sezessionisten kaum benutzt werden, sind nicht in der Liste enthalten.
Listen von Flaggen und Wappen souveräner Staaten lassen sich unter Liste der Nationalflaggen und Liste der Nationalwappen finden. Unter der Liste der Flaggen und Wappen von De-facto-Regimen finden sich die Flaggen und Wappen von De-facto-Regimen.

## A
| Karte | Flagge / SV            | Wappen | Gebiet |
| ----- | ---------------------- | ------ | --- |
|       | 17:26 Flaggenerklärung |        | Die Inselgruppe Åland ist eine finnische Provinz mit weitgehenden Autonomierechten. Der blaue Hintergrund mit dem gelben Kreuz stellt die Zugehörigkeit zu Schweden dar, die schwedische Kultur und die schwedische Abstammung, das rote Kreuz auf gelben Kreuz sind die schwedischen Farben für Finnland und die Farben des finnischen Staatswappen: ein gelber Löwe auf rotem Grund. |
|       | 1:2 Flaggenerklärung   |        | Die Insel Alderney ist die nördlichste der vor der französischen Küste liegenden Kanalinseln und gehört zur Vogtei (bailiwick) Guernsey. |
|       | 2:3 Flaggenerklärung   |        | Die Amerikanischen Jungferninseln sind ein nichtinkorporiertes Außengebiet der Vereinigten Staaten. Auf einer weißen Grundfläche ist ein gelber Seeadler, das Wappentier der USA dargestellt, der auf seiner Brust den Wappenschild der USA trägt. In der linken Klaue hält der Adler einen Lorbeerzweig, in der rechten Klaue drei Pfeile, die für die Hauptinseln stehen. Links und rechts wird der Adler von den Buchstaben V und I flankiert, die für den einheimischen Namen Virgin Islands stehen. |
|       | 1:2 Flaggenerklärung   |        | Amerikanisch-Samoa ist ein nichtinkorporiertes Außengebiet der Vereinigten Staaten. Der Adler symbolisiert die enge Verbundenheit der Inseln zu den USA. In seinen Krallen hält der Adler traditionelle Symbole der Samoanischen Häuptlinge. |
|       | 1:2 Flaggenerklärung   |        | Die Insel Anguilla ist Überseegebiet des Vereinigten Königreichs. Die Flagge zeigt auf blauem Hintergrund einen Union Jack in der linken oberen Ecke und auf der rechten Seite einen Schild, in dem auf weißem Untergrund mit türkisfarbener Basis drei orangefarbene Delphine zu sehen sind. Die Gestaltung vereint also die Zugehörigkeit zum Vereinigten Königreich und die Drei-Delphine-Flagge Anguillas. Die drei orangefarbenen Delphine repräsentieren Ausdauer, Einheit und Stabilität und sind als Symbol der Kontinuität kreisförmig angeordnet. Die Flagge hat einen weißen Hintergrund, der für Frieden und Ruhe steht, mit einem türkisfarbenen Streifen am unteren Rand, der sowohl das umgebende Meer als auch Glaube, Jugend und Hoffnung symbolisiert. |
|       | 2:3 Flaggenerklärung   |        | Aruba ist ein gleichberechtigter Teil des Königreiches der Niederlande. Die Insel genießt vollkommene innere Autonomie. Die Symbole der Flagge bestehen aus einem roten Stern und zwei gelben Streifen. Sie repräsentieren die mehr als 40 Nationalitäten, die in das Land einwanderten. Der Stern steht auch für die Inseln selbst, umgeben von dem blauen Meer. Die horizontalen Streifen kennzeichnen die freie und gesonderte Position, welche Aruba im Königreich der Niederlande genießt. |
|       | 1:2 Flaggenerklärung   |        | Ascension ist ein Teil des britischen Überseegebiets St. Helena, Ascension und Tristan da Cunha. Der Union Jack in der Gösch weist auf die Zugehörigkeit zum Vereinigten Königreich hin. Das Wappen auf der Flugseite zeigt Symbole der Insel um einen blauen Schild, darin drei silberne Wellenbalken belegt mit einem grünen Sparren und drei silbernen Wideawake-Vögeln. Das Helmkleinod besteht aus einem dreimastigen silbernen Segelschiff über blau-silbernen Wellen vor einem grünen Berg; vorn und hinten ist der Helm mit grünen Bändern verziert. Als Schildhalter dienen zwei grüne Meeresschildkröten über mit grünen Zweigen besteckten silbernen Hügeln.                                                                                                  |
|       | 2:3 Flaggenerklärung   |        | Die Azoren sind eine autonome Region Portugals. In der oberen linken Ecke der Flagge befindet sich das Wappen Portugals, welches die Zugehörigkeit zu Portugal symbolisiert. An der bisherigen Stelle des Wappens befindet sich nun ein gelber Habicht, über dem neun gelbe Sterne einen Bogen bilden. Der Habicht weist darauf hin, dass die Azoren auch die Habichtsinseln genannt werden, während die neun Sterne die neun Hauptinseln darstellen. |

## B
| Karte | Flagge / SV          | Wappen | Gebiet |
| ----- | -------------------- | ------ | --- |
|       | 1:2 Flaggenerklärung |        | Die Bermuda-Inseln sind ein Überseegebiet des Vereinigten Königreichs. Auf rotem Hintergrund zeigt die Flagge links oben den Union Jack, die Flagge des britischen Mutterlandes. In der rechten Hälfte ist das Wappen Bermudas dargestellt. Es zeigt einen Löwen, der einen Schild hält. Der Schild enthält eine Darstellung des strandenden Schiffes „Sea Venture“, dessen Besatzung nach einem Schiffbruch im Jahre 1609 die ersten von außerhalb waren, die die Insel betraten. Der Löwe symbolisiert das Vereinigte Königreich, womit die guten Beziehungen zu diesem ausgedrückt werden sollen. |
|       | 2:3 Flaggenerklärung |        | Bonaire ist seit 2010 eine von insgesamt drei besonderen Gemeinden der Niederlande, die außerhalb des Mutterlandes liegen und keiner Provinz angehören. Zuvor war Bonaire ein Teil der Niederländischen Antillen. Die gelben und blauen Dreiecke der Flagge stehen für das Meer und die Sonne, der weiße Streifen symbolisiert den Himmel. Der schwarze Kompass steht stellvertretend für die Einwohner der Insel, die aus allen Teilen der Welt nach Bonaire eingewandert sind. Der rote, sechsstrahlige Stern steht für die sechs ehemaligen Wohngebiete der Insel. |
|       | 1:2 Flaggenerklärung |        | Das Britische Antarktis-Territorium ist ein britisches Überseegebiet. Teile des Territoriums werden von anderen Staaten beansprucht (siehe auch Antarktisvertrag). Die Flagge beruht auf dem White Ensign und zeigt somit auf weißem Grund in der Gösch den Union Jack. Der weiße Grund symbolisiert das Eis und den Schnee, die die Antarktis bedecken. Auf dem Flugteil befindet sich das Wappen. Ein weißes Schild mit drei blauen Wellen sowie einem roten Keil und einer Fackel (als Zeichen der Forschung) wird von einem Löwen und einem Königspinguin gehalten. Die Wappenzier über dem Schild zeigt den Dreimaster RRS Discovery, das Expeditionsschiff, mit dem Robert Falcon Scott seine Expeditionen in die Antarktis unternommen hat. |
|       | 1:2 Flaggenerklärung |        | Die Britischen Jungferninseln sind ein Überseegebiet des Vereinigten Königreichs. Die Flagge der Britischen Jungferninseln zeigt auf blauem Hintergrund im Liek/am Mast oben den Union Jack, die Flagge des britischen Mutterlandes. Sie ist somit eine Blue Ensign. Am fliegenden Ende ist das Wappen der Britischen Jungferninseln dargestellt. Es besteht aus einem grünen Schild, darauf zwölf goldene Lampen mit roten Flammen und einer Frauenfigur, der heiligen Ursula von Köln, Schutzpatronin der Britischen Jungferninseln. Sie ist weiß gekleidet, trägt Sandalen und hält eine der Lampen in der Hand. Die elf übrigen Lampen verweisen auf die elf oder auch elftausend Gefährtinnen (Jungfrauen) der heiligen Ursula, die der Überlieferung nach gemeinsam mit dieser den Märtyrertod erlitten. Direkt unterhalb des Schildes steht der Leitspruch: VIGILATE (aus dem lateinischen etwa: Seid wachsam!). Dieser Leitspruch (Mt 25,1-13a) verweist zusammen mit den brennenden Öllampen im Wappen wahrscheinlich auf das Gleichnis von den fünf klugen und den fünf törichten Jungfrauen im Matthäusevangelium (Mt 25, 1-13). |
|       | Flaggenerklärung     |        | Das Britische Territorium im Indischen Ozean ist ein britisches Überseegebiet und umfasst den Chagos-Archipel. Die Wellen in der Flagge symbolisieren den Indischen Ozean, die Palme stellt die tropische Inselwelt dar und die Krone sowie der Union Jack sind Ausdruck britischer Oberhoheit. |

## C
| Karte | Flagge / SV          | Wappen | Gebiet |
| ----- | -------------------- | ------ | --- |
|       | 2:3 Flaggenerklärung |        | Ceuta ist eine autonome Stadt (Ciudad autónoma) Spaniens in Afrika. Die Flagge Ceutas geht auf eine alte Flagge Lissabons zurück. Als Flagge des Lissabonner Stadtheiligen São Vicente mit den Farben der Dominikaner stand sie für die portugiesische Hauptstadt, wurde aber auch für das Königreich Portugal gebraucht. Portugal war von 1415 bis 1580, de jure bis 1640, Besitzer Ceutas. Der Dienstflagge Ceutas ist heute noch das portugiesische Staatswappen aufgelegt, allerdings mit einer abweichenden Anordnung der sieben goldenen Burgen: Das portugiesische trägt eine Burg oben in der Mitte statt unten in der Spitze. |
|       | 1:2 Flaggenerklärung |        | Die Cookinseln sind ein selbstverwaltetes Territorium in freier Assoziierung mit Neuseeland. Die Flagge der Cookinseln besteht aus 15 kreisförmig angeordneten Sternen auf einer Blue Ensign. Die Sterne repräsentieren die 15 Inseln des Landes. Der Union Jack weist auf die historische Verbundenheit mit Neuseeland und auf die Mitgliedschaft im Commonwealth of Nations hin. Das Blau steht für den ausgedehnten Pazifischen Ozean, der die Inseln umgibt und weist auf die friedliche Natur der Einwohner hin. |
|       | 2:3 Flaggenerklärung |        | Curaçao ist neben Aruba und Sint Maarten ein eigenständiges Land der Niederlande und war bis 2010 größte Insel der Niederländischen Antillen. Das blaue Flaggentuch symbolisiert den Himmel und das Meer, die durch einen gelben, die Sonne symbolisierenden Streifen getrennt wird. Die beiden unterschiedlich großen Sterne im Obereck stehen für die beiden Hauptinseln Curaçao und Klein Curaçao. Die Zacken der Sterne stehen stellvertretend für die fünf Kontinente, aus denen die Einwohner Curaçaos eingewandert sind. |

## F
| Karte | Flagge / SV           | Wappen | Gebiet |
| ----- | --------------------- | ------ | --- |
|       | 1:2 Flaggenerklärung  |        | Die Falklandinseln sind ein Überseegebiet des Vereinigten Königreichs. Wie bei Kolonialflaggen britischer Überseegebiete üblich, führt die Flagge auf blauem Tuch am Top der Mastseite einen Union Jack als Zeichen der Verbundenheit zum Mutterland und auf der Außenseite das Wappen der Falklandinseln, auf dem ein Schaf auf einer Insel dargestellt ist, und ein Schiff mit englischen Flaggen. Darunter steht ein Spruchband mit dem englischen Motto „Desire the Right“ (dt. Erstrebe das Richtige).                                              |
|       | 8:11 Flaggenerklärung |        | Die Färöer sind innenpolitisch autonomer Bestandteil des Königreichs Dänemark. Die Flagge der Färöer, auf Färöisch „Merkið“, ist eine weiße skandinavische Kreuzflagge mit azurblau-gerändertem feuerrotem Kreuz. Die Flagge leitet sich aus der Flagge Norwegens ab, jedoch sind die Farben vertauscht. |
|       | 2:3 Flaggenerklärung  |        | Französisch-Guayana ist als ein Übersee-Département gleichgestellter Bestandteil Frankreichs. Am 29. Januar 2010 nahm der Generalrat des Departement offiziell eine eigene Flagge an Es existiert neben dem Wappen auch ein offizielles Logo der Region, das zentral auf einem weißen Tuch auch als Flagge verwendet wird. |
|       | 2:3 Flaggenerklärung  |        | Das Territorium Französische Süd- und Antarktisgebiete ist ein französisches Überseegebiet und umfasst neben einigen Inseln auch einen völkerrechtlich nicht anerkannten Teil der Antarktis (siehe Antarktisvertrag). Die Flagge zeigt auf blauem Grund die französische Trikolore im linken Obereck. Auf dem Flugteil stehen die Buchstaben TAAF, die Anfangsbuchstaben von (Terres australes et antarctiques françaises). Darunter stehen drei Sterne, die die drei Inselgruppen Kerguelen, Crozetinseln sowie Saint-Paul und Amsterdam symbolisieren. |
|       | 2:3 Flaggenerklärung  |        | Französisch-Polynesien ist ein Französisches Übersee-Territorium (Pays d'outre-mer). Oben und unten auf der Flagge befinden sich zwei schmale rote Bänder, den Mittelteil bildet ein breiteres weißes Band mit dem Wappen Französisch-Polynesiens. Auf dem Wappen befindet sich die Sonne, das Meer sowie ein einheimisches Doppelkanu mit fünf Figuren. Die Figuren stellen die einzelnen Archipele dieser Inselgruppe dar: die Gesellschaftsinseln, den Tuamotu-Archipel, die Marquesasinseln, die Austral-Inseln und die Gambierinseln.               |

## G
| Karte | Flagge / SV            | Wappen | Gebiet |
| ----- | ---------------------- | ------ | --- |
|       | 1:2 Flaggenerklärung   |        | Gibraltar ist ein Überseegebiet des Vereinigten Königreichs. In dem weißen Streifen ist eine dreitürmige rote Burg dargestellt. Aus dem Burgtor hängt ein goldener Schlüssel. Die Burg hat ihren Ursprung in der Heraldik von Kastilien, der spanischen Region, von der Gibraltar im Spanischen Erbfolgekrieg abgetrennt wurde. Das Wappen mit diesen Symbolen wurde dem damals noch spanischen Gibraltar im Jahre 1502 verliehen. |
|       | 2:3 Flaggenerklärung   |        | Grönland ist innenpolitisch autonomer Bestandteil des Königreichs Dänemark. Die Flagge Grönlands wurde vom Grönländer Thue Christiansen entworfen. Sie zeigt zwei gleich breite waagerechte Bänder, von denen das obere weiß und das untere rot ist. Darüber liegt, leicht zum Mast verschoben, eine große Scheibe, deren obere Hälfte rot und untere Hälfte weiß ist. Sie soll an einen im Wasser schwimmenden Eisberg erinnern. Die Farben Rot und Weiß sind die Farben des Königreichs Dänemark, zu dem die Insel politisch gehört.                        |
|       | 2:3 Flaggenerklärung   |        | Guadeloupe ist als ein Übersee-Département gleichgestellter Bestandteil Frankreichs. Es existiert ein offizielles Logo der Region Guadeloupe, das zentral auf einem weißen Tuch auch als Flagge verwendet wird. Ein häufig verwendetes, inoffizielles Wappenbanner zeigt mit drei goldene Lilien auf blauem Grund die Heraldik des französischen Königsgeschlechts der Bourbonen und bringt damit die Zugehörigkeit zum Mutterland Frankreich zum Ausdruck. Außerdem ist eine Zuckerrohrpflanze und eine goldene Sonne als Lokalbezug zu Guadeloupe zu sehen. |
|       | 22:41 Flaggenerklärung |        | Guam ist ein nichtinkorporiertes Außengebiet der Vereinigten Staaten. Die blaue Grundfläche stellt den Pazifik dar, während der rote Rand für das Blutvergießen des Chamorro-Stamms steht. In der Mitte der Flagge befindet sich das Siegel in der ovalen Form eines traditionellen Chamorro-Steins, einer traditionellen einheimischen Schleuderwaffe. Im Oval sieht man eine Kokospalme, die ursprüngliche Haupternährungsquelle der Insel. Das Boot stellt eine Proa dar – ein schnelles und seetüchtiges Auslegerkanu.                                    |
|       | 3:5 Flaggenerklärung   |        | Guernsey ist als Kronbesitz direkt der britischen Krone unterstellt und kein Teil des Vereinigten Königreichs. Die Flagge Guernseys zeigt das rote Sankt-Georgs-Kreuz. Darüber liegt ein zweites goldenes Kreuz. Es verweist auf Wilhelm den Eroberer, der während der Schlacht von Hastings solch ein Kreuz in seiner Flagge trug. |

## H
| Karte | Flagge / SV          | Wappen | Gebiet |
| ----- | -------------------- | ------ | --- |
|       | Flaggenerklärung     |        | Herm ist die kleinste bewohnte der Kanalinseln und gehört zur Vogtei Guernsey. |
|       | 2:3 Flaggenerklärung |        | Hongkong hat nach der Rückgabe an China den Status einer Sonderverwaltungszone. In der Mitte der Flagge ist eine stilisierte, weiße, fünfblättrige Bauhinien-Blüte dargestellt. Die Bauhinia blakensis ist eine Pflanze, die speziell in Hongkong vorkommt. Die rote Farbe sowie die in den fünf Blütenblättern eingefügten Sterne stellen die Verbindung zur Flagge der Volksrepublik China her und symbolisieren dadurch die Zugehörigkeit Hongkongs zu China. |

## J
| Karte | Flagge / SV                      | Wappen | Gebiet |
| ----- | -------------------------------- | ------ | --- |
|       | 3:5 Flaggenerklärung             |        | Die Kanalinseln Jersey ist als Kronbesitz direkt der britischen Krone unterstellt und kein Teil des Vereinigten Königreichs. Die Flagge führt ein rotes Andreaskreuz auf weißem Grund und ein gekröntes Wappen Englands mit drei Löwen im oberen Zentrum. |
|       | 3:5 inoffiziell Flaggenerklärung |        | Das Johnston-Atoll ist eine der als United States Minor Outlying Islands zusammengefassten kleineren Inselterritorien der Vereinigten Staaten im nördlichen Pazifik, 1.150 km südwestlich von Hawaii. Der stilisierte Doppelvogel steht für die Luftwaffe, die vier Sterne für die Inseln Johnston, Akau, Hikina und Sand. Die weiße Farbe steht für die Korallen, Blau für den Ozean. |

## K
| Karte | Flagge / SV                      | Wappen | Gebiet |
| ----- | -------------------------------- | ------ | --- |
|       | 1:2 Flaggenerklärung             |        | Die Cayman Islands sind ein Überseegebiet des Vereinigten Königreichs. Die Flagge basiert wie viele Flaggen der Britischen Überseegebiete auf der Blue Ensign und weist damit auf die Abhängigkeit zum Vereinigten Königreich hin. Das Wappen im Flugteil der Flagge zeigt regionale Motive wie Ananas, Schildkröte und Meereswellen, aber auch einen britischen Löwen und drei Sterne für die drei Inseln aus denen die Kolonie besteht: Grand Cayman, Little Cayman und Cayman Brac. Der englische Wappenspruch lautet „He hath founded it upon the seas“ (deutsch: Er hat es über den Meeren gegründet). |
|       | 2:3 Flaggenerklärung             |        | Die Inselgruppe der Kanaren ist eine der Autonomen Gemeinschaften Spaniens. In der Mitte der Flagge das offizielle Wappen, das der sechste Artikel so definiert: Die Kanaren haben ein eigenes Wappen, dessen Beschreibung wie folgt lautet: auf einem blauen Untergrund sind sieben Inseln aus Silber angeordnet; zwei, zwei, zwei und mittig an der Spitze die letzte. Darüber ist eine goldene Krone abgebildet, die wiederum unter einem silbernen Band mit dem Text „Océano“ (Ozean) liegt. Seitlich flankieren zwei dunkel gefärbte Hunde das Wappen.                                                 |
|       | 1:2 inoffiziell Flaggenerklärung |        | Die Kokosinseln sind ein Außengebiet Australiens und unterstehen dem Ministerium für Verkehr und regionale Angelegenheiten. Die Flagge ist einfarbig grün und zeigt in der Oberecke eine gelbe Scheibe mit einer Palme. In der Mitte der Flagge ist ein gelber Halbmond und im fliegenden Ende das Kreuz des Südens aus gelben Sternen. Die Farben Gelb und Grün sind die Nationalfarben von Australien. Ebenso verweist das Kreuz des Südens auf die Verbindungen zu Australien. |

## M
| Karte | Flagge / SV                       | Wappen | Gebiet |
| ----- | --------------------------------- | ------ | --- |
|       | 2:3 Flaggenerklärung              |        | Macau hat nach der Rückgabe an China den Status einer Sonderverwaltungszone. Die Flagge von Macau zeigt auf hellgrünem Hintergrund eine weiße Lotosblüte, darunter eine stilisierte Brücke über ein Gewässer. Über der Blüte erstreckt sich ein Bogen aus fünf goldenen, fünfzackigen Sternen. Der in der Mitte ist etwas größer als die vier anderen. |
|       | 2:3 Flaggenerklärung              |        | Die Inselgruppe Madeira ist eine Autonome Region Portugals. Über dem goldenen Streifen der Flagge liegt das Kreuz des Christusordens. Die blaue Farbe steht für die Insellage der Region, die gelbe bzw. goldene Farbe für das milde Klima und für die Areale der Insel, dem sie ihren Reichtum zu verdanken hat. Das Kreuz des Christusordens spielt auf die Tatsache an, dass die Insel von zwei Mitgliedern dieses militärischen Ordens entdeckt wurde, die dem Haus des Infanten Heinrich des Seefahrers angehörten: João Gonçalves Zarco und Tristão Vaz Teixeira. Es symbolisiert damit die Verbindung zu Portugal.                     |
|       | 2:3 inoffiziell Flaggenerklärung  |        | Mayotte ist ein französisches Übersee-Département im Indischen Ozean. Als französisches Übersee-Département ist die offizielle Flagge Mayottes die Flagge Frankreichs. Der Generalrat Mayottes verwendet eine weiße Flagge mit dem Wappen Mayottes, zusammen mit den zwei Seepferdchen als Schildträger. |
|       | 1:2 Flaggenerklärung              |        | Die Isle of Man ist als Kronbesitz direkt der britischen Krone unterstellt und kein Teil des Vereinigten Königreichs. Die Flagge der Isle of Man zeigt auf rotem Grund in der Mitte eine Triskele. Dies ist ein keltisches Symbol in Form von drei in einem gleichseitigen Dreieck angeordneten laufenden Beinen. Die Beine sind an den Oberschenkeln miteinander verbunden, an den Knien angewinkelt. Die Rüstung, mit der die Beine bekleidet sind, ist mit goldenen Scharnieren und Sporen verziert. Die Flagge ähnelt der Flagge Siziliens. Lateinischer Wahlspruch: „Quocunque Ieceris Stabit“ (Wohin du es auch wirfst, es wird stehen) |
|       | 8:11 inoffiziell Flaggenerklärung |        | Martinique ist als ein Übersee-Département gleichgestellter Bestandteil Frankreichs. |
|       | 2:3 Flaggenerklärung              |        | Melilla ist eine autonome Stadt (Ciudad autónoma) Spaniens in Afrika. Die Flagge Melillas ist einfarbig blau. In ihrer Mitte steht das Wappen der Stadt, welches von zwei Säulen des Herkules umgrenzt wird, die auch auf der Flagge Spaniens zu sehen sind. |
|       | 3:5 inoffiziell Flaggenerklärung  |        | Die unbewohnten Midwayinseln sind eine der als United States Minor Outlying Islands zusammengefassten kleineren Inselterritorien der Vereinigten Staaten. Sie sind seit der Schließung des US-Militärstützpunktes im Jahr 1997 wieder eine bedeutende Brutkolonie für die Albatrosse. Die inoffizielle Flagge der Midway-Inseln zeigt einen Albatros über dem Pazifik, der durch eine weiße Linie vom ebenfalls blauen Himmel getrennt ist. |
|       | 1:2 Flaggenerklärung              |        | Montserrat ist ein Überseegebiet des Vereinigten Königreichs in der Karibik. Bei Montserrats Flagge handelt es sich um eine Blue Ensign, mit dem Union Jack in der linken oberen Ecke und dem Wappen Montserrats auf der rechten Seite. Dieses zeigt Erin, die Irland personifiziert, was unter anderem auch an der goldenen Harfe, einem weiteren Symbol Irlands, erkennbar ist. Auf diese Weise wird die irische Abstammung eines großen Teils der europäischen Einwanderer der Kolonie dargestellt. |

## N
| Karte | Flagge / SV                      | Wappen | Gebiet |
| ----- | -------------------------------- | ------ | --- |
|       | 3:5 inoffiziell Flaggenerklärung |        | Navassa ist eines der als United States Minor Outlying Islands zusammengefassten kleineren Inselterritorien der Vereinigten Staaten im Karibischen Meer zwischen Haiti und Jamaika. |
|       | 1:2 Flaggenerklärung             |        | Neukaledonien hat, wie fast alle französischen Kolonien, keine eigene Flagge und hisst bei offiziellen Anlässen die französische Trikolore. Die Flagge der Unabhängigkeitsbewegung zeigt in der Mitte der Flagge ein Abbild einheimischen Schnitzwerks, wie es an den Giebeln der Häuser in Neukaledonien zu sehen ist. Blau steht für die Clans des Meeres, Grün für die Clans der Berge und Rot für die Allianz der beiden sowie für deren gemeinsamen Kampf. Die gelbe Sonne steht für Gleichheit und Leben. |
|       | 1:2 Flaggenerklärung             |        | Niue ist ein selbstverwaltetes Territorium in freier Assoziierung mit Neuseeland. Die Flagge von Niue ist die erste und bisher einzige Flagge britischen Typs mit gelbem Grundtuch. |
|       | 20:39 Flaggenerklärung           |        | Das Commonwealth der Nördlichen Marianen ist mit den Vereinigten Staaten assoziiert. Wie auch andere pazifische Staaten (z. B. die Marshall-Inseln und Nauru) basiert die Flagge des amerikanischen Commonwealth-Territoriums auf einer blauen Grundfläche, die den Pazifik darstellen soll, und einem weißen Stern, der für die Inseln der Nördlichen Marianen steht. Der Stern befindet sich vor einer Steinsäule, die die Kultur des einheimischen Volks der Chamorro symbolisiert. 1989 wurde der Flagge ein Kranz aus Blumen und Muscheln hinzugefügt, der ein weiteres Symbol der einheimischen Kultur darstellt. |
|       | 1:2 Flaggenerklärung             |        | Die Norfolkinsel ist ein Außengebiet Australiens und untersteht dem Ministerium für Umwelt, Sport und Territorien. Exportiert werden vor allem die Samen der für die Norfolkinsel charakteristischen Zimmertannen, Rhopalostylispalmen, Avocados und Briefmarken. Die Flagge zeigt drei senkrechte Streifen in Grün, Weiß und Grün, wobei der weiße Streifen doppelt so breit ist. Der Baum in ist eine Norfolk-Tanne, eine nur auf dieser Insel vorkommende Pflanzenart. |

## O
| Karte | Flagge / SV                         | Wappen | Gebiet |
| ----- | ----------------------------------- | ------ | --- |
|       | 5:8 halb-offiziell Flaggenerklärung |        | Die Osterinsel ist eine Provinz der chilenischen Región de Valparaíso. Die Flagge hat zwar keinen offiziellen Status, wird aber auch bei offiziellen Anlässen verwendet. Die inoffizielle Flagge ist die einheimische Flagge der Rapa-Nui-Māori. Auf einer weißen Grundfläche ist ein rotes Rei-Miro dargestellt – ein Brustschmuck, der als Machtsymbol von Würdenträgern der Ureinwohner getragen wurde. |

## P
| Karte | Flagge / SV                      | Wappen | Gebiet |
| ----- | -------------------------------- | ------ | --- |
|       | 1:2 Flaggenerklärung             |        | Die Palästinensischen Autonomiegebiete sind die von den Palästinensern beziehungsweise von der Palästinensischen Autonomiebehörde selbstverwalteten Gebiete im Gazastreifen und im Westjordanland. Die Flagge der Palästinensischen Autonomiegebiete besteht aus den panarabische Farben. |
|       | 2:3 inoffiziell Flaggenerklärung |        | Palmyra hat den Status eines inkorporierten, unorganisierten Außengebiets der Vereinigten Staaten, das ursprünglich zum Königreich Hawaii gehörte. Die inoffizielle Flagge Palmyras zeigt oben eine aufgehende Sonne, darunter das blaue Meer und ganz unten den gelben Strand. |
|       | 1:2 Flaggenerklärung             |        | Die Pitcairninseln sind ein Überseegebiet des Vereinigten Königreichs. Der Union Jack in der Gösch weist auf die Zugehörigkeit zu Großbritannien hin. Das Wappen besteht größtenteils aus den Farben Grün und Gelb. Der Schild ist Azurblau, wie das Meer, und hat unten ein grünes Feld, welches spitz nach oben zuläuft. Dieses grüne Feld ist golden umrandet und soll die Klippen der Insel symbolisieren. Im grünen Feld befindet sich ein goldenes (hier weiß) Rechteck und einen goldenen (manchmal auch gelben) Anker. Das Rechteck soll eine Bibel, (John Adams war sehr gläubig), und der Anker soll die Bounty darstellen. Die Schubkarre symbolisiert die ersten Siedler. |
|       | 2:3 Flaggenerklärung             |        | Puerto Rico ist ein mit den Vereinigten Staaten assoziierter Freistaat. Die Farbe Rot symbolisiert das Blut der mutigen Männer, Weiß den Sieg und den Frieden, und die Farbe Blau den Himmel und das Meer, das die Insel Puerto Rico umgibt. Der Stern ist Symbol für die Einheit der Nation, während das Dreieck die drei Gewalten des Staates darstellt. Die Flagge ähnelt stark der Flagge Kubas. Sie wurde 1894 von Francisco Gonzalo Marín entworfen. Nur die Farben blau und rot sind vertauscht. |

## R
| Karte | Flagge / SV                  | Wappen | Gebiet |
| ----- | ---------------------------- | ------ | --- |
|       | inoffiziell Flaggenerklärung |        | Réunion ist ein französisches Übersee-Département im Indischen Ozean. Neben der nationalen Flagge Frankreichs sind auch verschiedene inoffizielle Regionalflaggen in Verwendung. Es existiert neben dem Wappen auch ein offizielles Logo Réunions, das zentral auf einem weißen Tuch auch als Flagge verwendet wird. |

## S
| Karte | Flagge / SV                      | Wappen | Gebiet |
| ----- | -------------------------------- | ------ | --- |
|       | 2:3 Flaggenerklärung             |        | Saba ist seit 2010 eine von insgesamt drei besonderen Gemeinden der Niederlande, die außerhalb des Mutterlandes liegen und keiner Provinz angehören. Zuvor war Saba ein Teil der Niederländischen Antillen. |
|       | Flaggenerklärung                 |        | Sark ist die viertgrößte der Kanalinseln und gehört zu Guernsey. |
|       | 1:2 Flaggenerklärung             |        | Saint-Barthélemy ist eine französische Collectivité d’outre-mer in den Kleinen Antillen. Die Flagge trägt das Wappen der Insel auf weißem Tuch. |
|       | 1:2 Flaggenerklärung             |        | St. Helena ist ein Teil des britischen Überseegebiets St. Helena, Ascension und Tristan da Cunha. Die Flagge zeigt in der Gösch den Union Jack. Der Schild in der Flagge zeigt eine felsige Küstenlinie und ein dreimastiges Segelschiff mit Georgskreuz sowie den St.-Helena-Regenpfeifer, einem dort heimischen Vogel. |
|       | 1:2 inoffiziell Flaggenerklärung |        | Saint-Martin ist eine französische Collectivité d’outre-mer in den Kleinen Antillen. |
|       | 2:3 inoffiziell Flaggenerklärung |        | Saint-Pierre und Miquelon ist ein Übersee-Territorium Frankreichs mit dem Status einer „Gebietskörperschaft“ (Collectivité territoriale). Das Schiff im Flugteil der Flagge steht für den Entdecker der Inseln Jacques Cartier. Im Stockteil der Flagge finden sich, als Verweise auf die Herkunft der Bewohner: die Flagge des Baskenlandes, das Wappen der Bretagne und das Wappen der Normandie. |
|       | 2:3 Flaggenerklärung             |        | Sint Eustatius ist seit 2010 eine von insgesamt drei besonderen Gemeinden der Niederlande, die außerhalb des Mutterlandes liegen und keiner Provinz angehören. Zuvor war Sint Eustatius ein Teil der Niederländischen Antillen. |
|       | 2:3 Flaggenerklärung             |        | Sint Maarten ist seit 2010 neben Aruba und Curaçao ein autonomes Land der Niederlande. Zuvor war die Karibikinsel Teil der Niederländischen Antillen. Die Flagge zeigt die Farben der Flagge der Niederlande mit dem Wappen der Insel im Liek. |
|       | 1:2 Flaggenerklärung             |        | Südgeorgien und die Südlichen Sandwichinseln sind ein Überseegebiet des Vereinigten Königreichs. Die Flagge mit dem Union Jack wurde 1985 eingeführt, als Südgeorgien administrativ von den Falklandinseln getrennt wurde. Das Wappen auf der Flagge zeigt ein grünes Dreieck mit einem britischen Löwen mit einer Fackel und zwei goldenen Sternen. Die Fackel weist auf die wissenschaftliche Forschung hin, die beiden Sterne stehen für die beiden Inselgruppen. Der Schild ruht auf einem Untergrund aus Brettern, Gras und Eis. Schildhalter sind ein Seeelefant und ein Pinguin. Oberhalb des Wappenschildes befindet sich ein Helm, auf dem ein Rentier auf Felsklippen steht. Ganz unten ist ein Spruchband mit dem lateinischen Motto „Leo Terram Propriam Protegat“ (Lasst den Löwen sein eigenes Land bewachen). |

## T
| Karte | Flagge / SV          | Wappen | Gebiet |
| ----- | -------------------- | ------ | --- |
|       | 1:2 Flaggenerklärung |        | Tristan da Cunha ist ein Teil des britischen Überseegebiets St. Helena, Ascension und Tristan da Cunha. Der Union Jack in der Gösch weist auf die Zugehörigkeit zum Vereinigten Königreich hin. Das Wappen auf der Flugseite wird bekrönt von einem Fischerboot, über einer Seekrone. Auf dem Schild befinden sich vier Albatrosse. Als Schildhalter fungieren zwei Langusten. Der Wahlspruch „Our faith is our strength“ bedeutet Unser Glaube ist unsere Stärke. |
|       | 1:2 Flaggenerklärung |        | Tokelau ist eine politisch von Neuseeland abhängige Inselgruppe. Die Flagge zeigt ein traditionelles, polynesisches Kanu mit Segel in Gold auf blauem Grund. Links stellen vier weiße Sterne das Kreuz des Südens dar. Mit ihm wird die enge Bindung zu Neuseeland symbolisiert. |
|       | 1:2 Flaggenerklärung |        | Die Turks- und Caicosinseln sind ein Überseegebiet des Vereinigten Königreichs. Die Flagge basiert wie viele Flaggen der Britischen Überseegebiete auf der Blue Ensign und weist damit auf die Abhängigkeit zum Vereinigten Königreich hin. Das Emblem zeigt auf einem ockergelben Schild die Schale einer Flügelschnecke, einen Hummer und einen Kaktus. |

## W
| Karte | Flagge / SV                         | Wappen | Gebiet |
| ----- | ----------------------------------- | ------ | --- |
|       | 2:3 inoffiziell Flaggenerklärung    |        | Wake ist eines der als United States Minor Outlying Islands zusammengefassten kleineren Inselterritorien der Vereinigten Staaten im nördlichen Pazifischen Ozean, zwischen Hawaii und den Nördlichen Marianen. Im blauen Feld befindet sich in einem gelben Kreis eine Umrisskarte mit der blauen Inschrift Wake Island. Der gelbe Kreis wird flankiert von drei gelben Sternen, die für die drei Koralleninseln des Atolls stehen.                                 |
|       | 2:3 halb-offiziell Flaggenerklärung |        | Wallis und Futuna ist ein französisches Überseegebiet (Collectivité d'outre-mer). Wallis und Futuna hat offiziell keine eigene Flagge. Es muss die französische Trikolore gehisst werden. Für lokale Zwecke hat gibt es aber eine inoffizielle Flagge. Sie ist rot mit der französischen Trikolore in der Oberecke und trägt im fliegenden Ende ein weißes stilisiertes Kreuz, welches wahrscheinlich von der Flagge des Königreiches Uvéa entlehnt wurde.          |
|       | 1:2 Flaggenerklärung                |        | Die Weihnachtsinsel ist ein Außengebiet Australiens und untersteht dem Ministerium für Verkehr und regionale Angelegenheiten. Das grüne und das blaue Dreieck repräsentieren die Vegetation der Insel sowie das Meer. Das Kreuz des Südens zeigt die Zugehörigkeit zu Australien. Der Vogel ist ein Weißschwanz-Tropikvogel, der nur auf dieser Insel lebt. Die goldene Scheibe steht für die Geschichte des Phosphatabbaus und enthält eine grüne Karte der Insel. |